# Peyrusse-le-Roc
 Peyrusse-le-Roc  (en occitano Peirussa) es una población y comuna francesa, situada en la región de Mediodía-Pirineos, departamento de Aveyron, en el distrito de Villefranche-de-Rouergue y cantón de Montbazens.

## Demografía
| 392 | 392 | 383 | 374 | 288 | 229 |
| Para los censos de 1962 a 1999 la población legal corresponde a la población sin duplicidades (Fuente: INSEE [Consultar]) |     |     |     |     |     |